# Georgios Georgiadis
Georgios Georgiadis (Γιώργος Χ. Γεωργιάδης en griego) (8 de marzo de 1972 en Kavala, Grecia) es un exfutbolista que se desempeñaba como lateral derecho. Su último club fue el PAOK de Salónica.

## Biografía
Nacido en Kavala, Georgiadis aprendió a jugar de niño en Stuttgart, de donde regresó a Grecia cuando niño. Con 17 años, fue descubierto por el Doxa Drama FC.
En 1993, Georgiadis fichó por el Panathinaikos FC, jugando en dicho club hasta 1998, formó parte del Panathinaikos que llegó a semifinales de la UEFA Champions League en la temporada 1995/96.
En 1998 fichó por el Newcastle United de la Premier League inglesa, donde coincidió con su compatriota Nikos Dabizas, con el Newcastle estuvo una temporada en la que llegó a la final de la FA Cup donde el Newcastle perdió con el Manchester United.
Georgiadis regresó a Grecia para jugar en el PAOK de Salónica donde estuvo desde el año 2000 hasta el 2003, antes de ser transferido al Olympiacos FC. Al año siguiente fue convocado con la Selección de fútbol de Grecia para la Eurocopa 2004, que a la postre Grecia ganaría.
En 2005 firmó con el Iraklis de Salónica, en enero de 2007, regresó al PAOK donde jugó hasta 2008.

## Trayectoria
| Club             | País       | Año         |
| ---------------- | ---------- | ----------- |
| Doxa Drama FC    | Grecia     | 1990 - 1993 |
| Panathinaikos FC | Grecia     | 1993 - 1996 |
| Newcastle United | Inglaterra | 1998 - 1999 |
| PAOK Salónica FC | Grecia     | 1999 - 2003 |
| Olympiacos FC    | Grecia     | 2003 - 2005 |
| Iraklis FC       | Grecia     | 2005 - 2006 |
| PAOK Salónica FC | Grecia     | 2007 - 2008 |

## Palmarés
Panathinaikos FC
- Super Liga de Grecia: 1994-95, 1995-96
- Copa de Grecia: 1994, 1995

PAOK Salónica FC
- Copa de Grecia: 2001, 2003

Olympiacos FC
- Super Liga de Grecia: 2004-05

Selección de fútbol de Grecia
- Eurocopa 2004

- Datos: Q180283